# Чавка, Геннадий Георгиевич
Геннадий Георгиевич Чавка (польск. Giennadij Czawka) (20 июля 1942, Чебоксары, Чувашская АССР, РСФСР, СССР — 20 мая 2020, Белосток, Польша) — советский, российский и польский учёный-электротехник, изобретатель. Доктор технических наук (1987), профессор (1990). 
Профессор ЛЭТИ (СССР/Россия, 1990—1993), ординарный профессор Белостокского технологического университета (Польша, 1993—2019). Член Института инженеров электротехники и электроники (IEEE).
Разработчик теории широкополосных антенных согласующих устройств (ШСУ), серийно освоенных и внедренных на кораблях ВМФ СССР.

## Биография

### Происхождение
Геннадий Чавка родился 20 июля 1942 года в городе Чебоксары Чувашской АССР в семье историка — Чавки Георгия Ивановича (р. 1911), доцента кафедры всеобщей истории Чувашского педагогического института.
Среднее образование получил в школе № 1 города Чебоксары, после окончания которой поступил в Ленинградский государственный электротехнический университет, где получил специальность «проектирование радиоэлектронных систем, радиосвязи, антенных систем».

### Профессиональная деятельность
С 1965 по 1993 год работал в Ленинградском государственном электротехническом университете на кафедре радиоэлектронных средств (РЭС). С 1968 года — кандидат технических наук. Г. Г. Чавка разработал теорию широкополосных антенных согласующих устройств (ШСУ), которые серийно освоены и внедрены на кораблях ВМФ СССР. Команда Г. Чавки была, среди прочего, соавтором антенных систем, установленных на советских авианесущих крейсерах «Киев» и «Минск».
В 1987 году Г. Г. Чавка защитил докторскую диссертацию, посвящённую теоретическим основам построения широкополосных передающих комплексов, использующих фазированные антенные решётки. В руководимой им научной группе (А. Э. Добрынский, В. В. Обровец, П. И. Хибенков, С. Б. Шостакович и др.) было разработано методическое и программное обеспечение для автоматизированного проектирования таких систем с помощью ЭВМ. Для внедрения полученных результатов под научным руководством Г. Г. Чавки в январе 1988 года НИИ дальней радиосвязи (Москва) и ЛЭТИ была создана Совместная научно-исследовательская лаборатория радиопередающих комплексов, заведующим которой был П. Л. Асович.
В 1987 году Г. Г. Чавке была присвоена степень доктора технических наук, а в 1990 году присвоено звание профессора.
В 1993 году профессор Г. Чавка покинул Санкт-Петербург и эмигрировал в Польшу — в город Белосток. С 1 октября 1993 года — профессор кафедры телекоммуникаций и электронной аппаратуры электротехнического факультета Белостокского технологического университета, где с сентября 1992 года уже работал бывший сотрудник Санкт-Петербургского государственного электротехнического университета профессор Юрий Гришин. Как специалист в области антенных систем работал также в военном институте связи в Зегже, приёмном центре Гдыня-Радио, промышленном институте телекоммуникаций в Варшаве.
Геннадий Чавка был членом программных комитетов V (2003), VI (2005), VII (2007), VIII (2009), IX (2011) международных симпозиумов по электромагнитной совместимости и электромагнитной экологии, проходивших в Санкт-Петербурге. В 2015 году Геннадий Чавка был членом программного комитета XXIII Международной конференции по электромагнитным помехам, проходившем с 9 по 11 сентября в Белостоке.
Профессор Геннадий Чавка был назначен членом секции микроволн и радиосвязи Комитета по электронике и телекоммуникациям Польской академии наук в 2011—2014 годах. Был членом международного Института инженеров электротехники и электроники. Г. Г. Чавка был руководителем докторских диссертаций в Польше.
Был автором или соавтором 6 научных монографий и многочисленных научных статей, посвященных проблематике антенных систем, на русском и польском языках. Последняя его монография по широкополосным радиосистемам вышла в 2018 году. Научные интересы профессора Геннадия Чавки были сосредоточены на: вопросах проектирования и оптимизации многоэлементных антенных систем; разработке новых систем, радиосистем, в том числе устройств и сверхширокополосных систем; проблемах электромагнитной совместимости радиооборудования; разработке методов компьютерного моделирования антенных систем.
30 сентября 2019 года профессор Белостокского технологического университета Геннадий Чавка вышел в отставку. В 2020 году вместе с супругой работал в Русском культурно-просветительном обществе в Белостоке.
Умер в польском Белостоке 20 мая 2020 года при трагических обстоятельствах (труп был обнаружен на улице Францишка Клееберга у нового путепровода, с которого, вероятно, упал).

## Семья и личная жизнь
Отец — Чавка Георгий Иванович (родился в 1911 на Украине), кандидат исторических наук, доцент. По национальности был греком — происходил из семьи потомков греческих переселенцев, живших на побережье Азовского моря; был незрячим. Окончил Московский государственный педагогический институт, аспирантуру Московского госпединститута. С 1941 — и. о. доцента на кафедре всеобщей истории, с 1944 — заведующий кафедрой истории, с 1946 — заведующий кафедрой всеобщей истории Чувашского педагогического института. Награждён медалью «За доблестный труд в Великой Отечественной войне 1941—1945 гг.»; в 1950 году — орденом «Знак почёта». В 1965 году был избран доцентом Горловского педагогического института. В городе Мариинский Посад Чувашской АССР Георгий Чавка был преподавателем и наставником будущего российского социолога И. С. Кона.
Геннадий Чавка увлекался альпинизмом. Несколько раз был на Эльбрусе в горах Кавказа, бродил по Альпам. В Польше выучил польский язык. Был женат; жена жила и работала в Белостоке вместе с Геннадием Георгиевичем.

## Участие в профессиональных сообществах
- Член секции микроволн и радиосвязи Комитета по электронике и телекоммуникациям Польской академии наук (2011—2014)[12];
- Член Института инженеров электротехники и электроники (IEEE);
- Член Польского общества теоретической и прикладной электротехники (PTETiS);
- Член Ассоциации польских электриков (SEP)[24].

## Работы
- Чавка Г. Г. Проектирование широкополостных ВЧ-СВЧ-радиокомплексов: Учебное пособие. — Л.: ЛЭТИ, 1991.
- Чавка Г. Г. Вопросы широкополосного согласования выходного каскада радиопередатчика с комплексной нагрузкой: Автореферат дис. на соискание ученой степени кандидата технических наук. — Л.: ЛЭТИ, 1968
- Чавка Г. Г. Многополосовое преобразование частоты // Известия вузов СССР. Радиоэлектроника. — 1968. — № 12. — стр. 1315—1318.
- Czawka G. Synthesis of broadband microstrip uncouplers for multiport complex loads, XIV International Conference on Microwaves, Radar and Wireless Communications MIKON-2002, Gdańsk, May 20-22, 2002, pp. 55-58
- Алексеев О. В., Грошев Г. А., Чавка Г. Г. Многоканальные частотно-разделительные устройства и их применение. — Радио и связь, 1981. – 136 с.
- Алексеев О. В., Животовский А. И., Чавка Г. Г. Широкополосное согласование простых типов нагрузок. — Вопросы радиоэлектроники, сер. ТРС, вып. 2, 1968
- Алексеев О. В., Головков А. А., Пивоваров И. Ю., Чавка Г. Г. Автоматизация проектирования радиоэлектронных средств. — М.: Высшая школа, 2000
- Czawka G. Публикация 2018 // pb.edu.pl